# Lisbon (Louisiane)
Pour les articles homonymes, voir Lisbon.
Lisbon est un village de la paroisse de Claiborne dans l'état de Louisiane aux États-Unis.
Sa population était de 185 habitants en 2010.